# Рыбий глаз (оптическая система)

Ход луча и построение изображения в «рыбьем глазе» Максвелла

«Рыбий глаз» Максвелла в геометрической оптике — абсолютная оптическая система, впервые описанная английским исследователем Джеймсом Максвеллом в 1858 году на основе теоретических методов геометрической оптики.
Рыбий глаз Максвелла представляет собой неоднородную сферически-симметричную среду, характеризующуюся следующей зависимостью показателя преломления:
,
где {\displaystyle r} — расстояние до центра системы {\displaystyle O}, {\displaystyle n_{0}} и {\displaystyle a} — параметры.
Каждый луч представляет собой окружность, не проходящую через {\displaystyle O}, или прямую, проходящую через {\displaystyle O}. Изображение точки, создаваемое системой, удобно строить по прямому лучу: все лучи из произвольной точки {\displaystyle P_{0}} собираются в точке {\displaystyle P_{1}}, лежащей на прямой, которая соединяет {\displaystyle P_{0}} с {\displaystyle O}; {\displaystyle P_{0}} и {\displaystyle P_{1}} расположены по разные стороны от {\displaystyle O}, и выполняется следующее равенство:
.
Следовательно, «рыбий глаз» Максвелла является абсолютной оптической системой, в которой отображение осуществляется преобразованием инверсии. Плоскость, не проходящая через {\displaystyle O}, изображается сферой.
В этой системе отсутствуют все аберрации, кроме дисторсии и кривизны поля изображения.
Благодаря своим свойствам «рыбий глаз» Максвелла теоретически может преодолевать дифракционный предел и обладать сколь угодно высокой разрешающей способностью. Ещё одним следствием его свойств является возможность извлекать в дальней зоне информацию о свойствах поля вблизи.